# Chaos & Colour
Albums de Uriah Heep
Living the Dream
(2018)
Chaos & Colour est le 25e album du groupe de rock britannique Uriah Heep. Il sort en janvier 2023 sur le label Silver Lining Music et est produit par Jay Ruston.
Le site Classic Rock attribue 4 étoiles à l'album.

## Titres

### Édition originale
| 1.    | Save Me Tonight       | Dave Rimmer / Jeff Scott Soto     | 3:30 |
| 2.    | Silver Sunlight       | Mick Box / Phil Lanzon            | 4:31 |
| 3.    | Hail the Sunrise      | Russell Gilbrook / Simon J. Pinto | 4:23 |
| 4.    | Age of Changes        | Box / Lanzon                      | 5:50 |
| 5.    | Hurricane             | Gilbrook / Pinto                  | 4:50 |
| 6.    | One Nation, One Sun   | Box / Lanzon                      | 7:36 |
| 7.    | Golden Light          | Box / Lanzon                      | 5:09 |
| 8.    | You'll Never Be Alone | Gilbrook, Pinto                   | 7:58 |
| 9.    | Fly Like an Eagle     | Gilbrook / Pinto                  | 3:49 |
| 10.   | Freedom to Be Free    | Box / Lanzon                      | 8:11 |
| 59:00 |                       |                                   |      |

### Titre bonus de l'édition Deluxe
| No  | Titre                 | Auteur       | Durée |
| --- | --------------------- | ------------ | ----- |
| 11. | Closer to Your Dreams | Box / Lanzon | 3:37  |

## Musiciens
- Mick Box : guitare, chœurs
- Phil Lanzon : claviers, chœurs
- Bernie Shaw : chant
- Russell Gilbrook : batterie, percussions
- Dave Rimmer : basse, chœurs

### Production
- Jay Ruston : producteur, ingénieur

## Classements hebdomadaires
| Classement (2023)                  | Meilleure place |
| ---------------------------------- | --------------- |
| Allemagne (Media Control AG)       | 4               |
| Autriche (Ö3 Austria Top 40)       | 10              |
| Belgique (Flandre Ultratop)        | 94              |
| Belgique (Wallonie Ultratop)       | 78              |
| Écosse (OCC)                       | 4               |
| Espagne (Promusicae)               | 98              |
| Finlande (Suomen virallinen lista) | 16              |
| France (SNEP)                      | 190             |
| Norvège (VG-lista)                 | 40              |
| Royaume-Uni (UK Albums Chart)      | 73              |
| Royaume-Uni (Rock & Metal Albums)  | 1               |
| Suède (Sverigetopplistan)          | 60              |
| Suisse (Schweizer Hitparade)       | 5               |